# ショルタ島

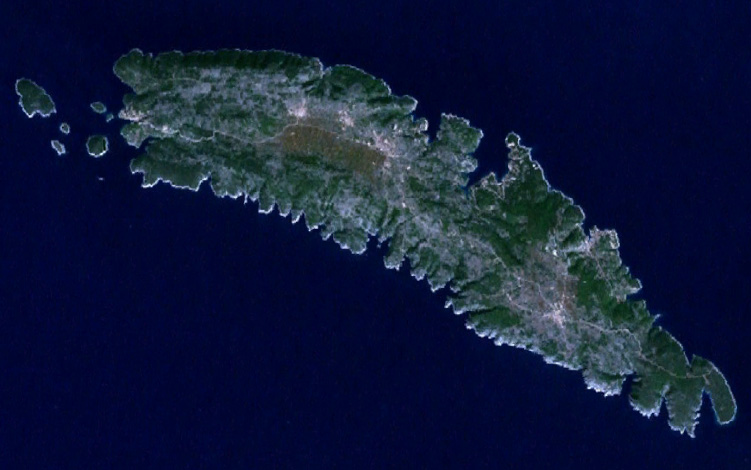
ショルタ島の衛星写真

ショルタ島（クロアチア語: Šolta、発音: [ʃɔ̂ːlta]）は、クロアチアの島。アドリア海にあるダルマティア群島中部のブラチ島の西、スプリトの南（スプリト海峡で隔てられる）、ドルヴェニク諸島の東（ショルタ海峡で隔てられる）に位置する。面積は58.98km2、人口は1700人（2011年）。
最高峰は標高238mのヴェラ・ストラジャ峰。北東岸にロガチとネチュヤムという大きな湾がある。西の内陸部には6×2kmの畑が広がる。
経済はワイン、オリーブ、果物、漁業、観光を基盤とする。主な集落（グロホテ、ゴルニェ・セロ、スレドニェ・セロ、ドニェ・セロ）は内陸部にある。漁業の中心地は、北西風にしか影響されないため小型船舶のよい避難港となっているマスリニツァである。ロガチには主要な港があり、ネチュヤムは観光の中心地となっている。

## ギャラリー

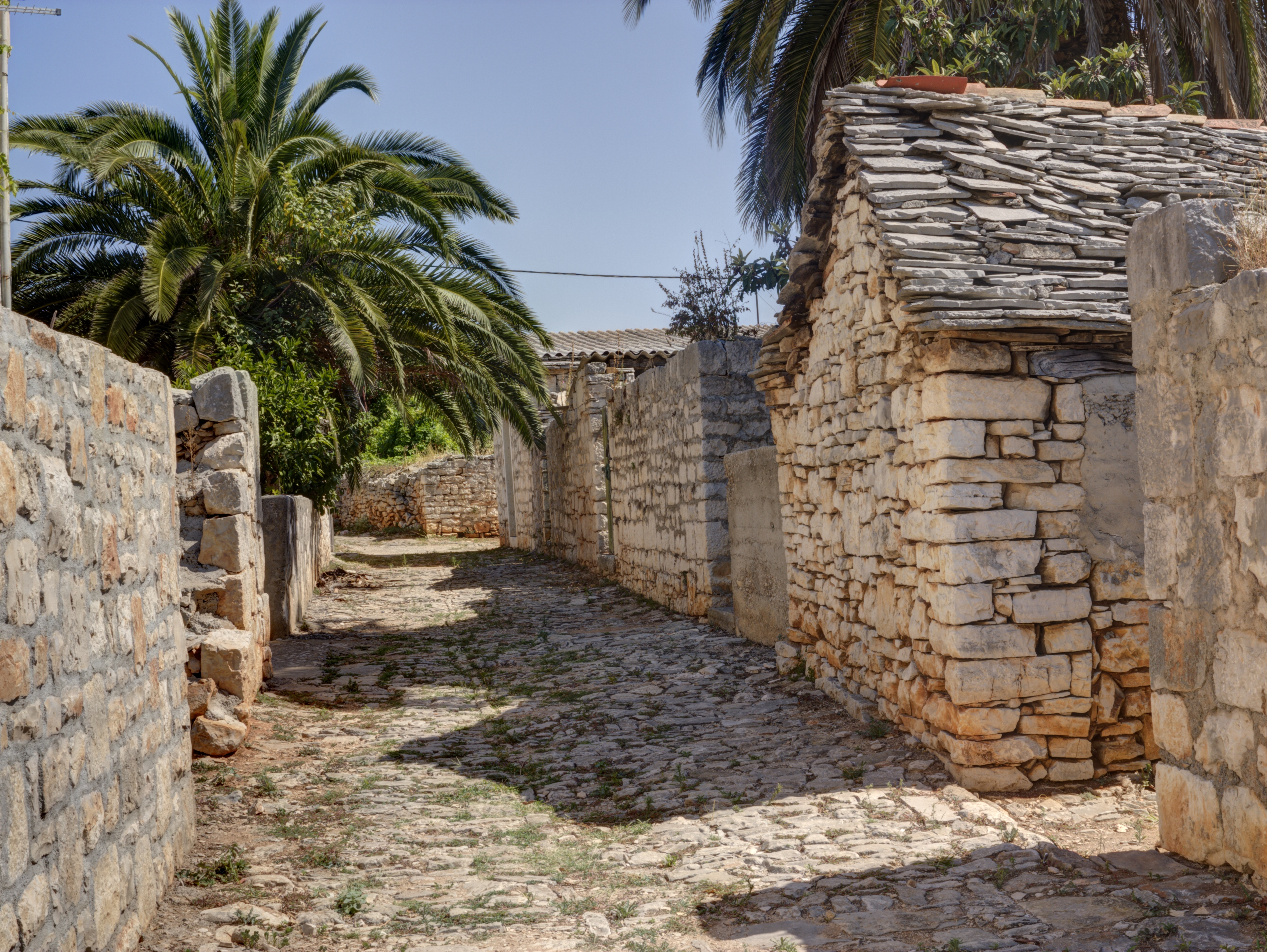
グロホテ村の古い通り
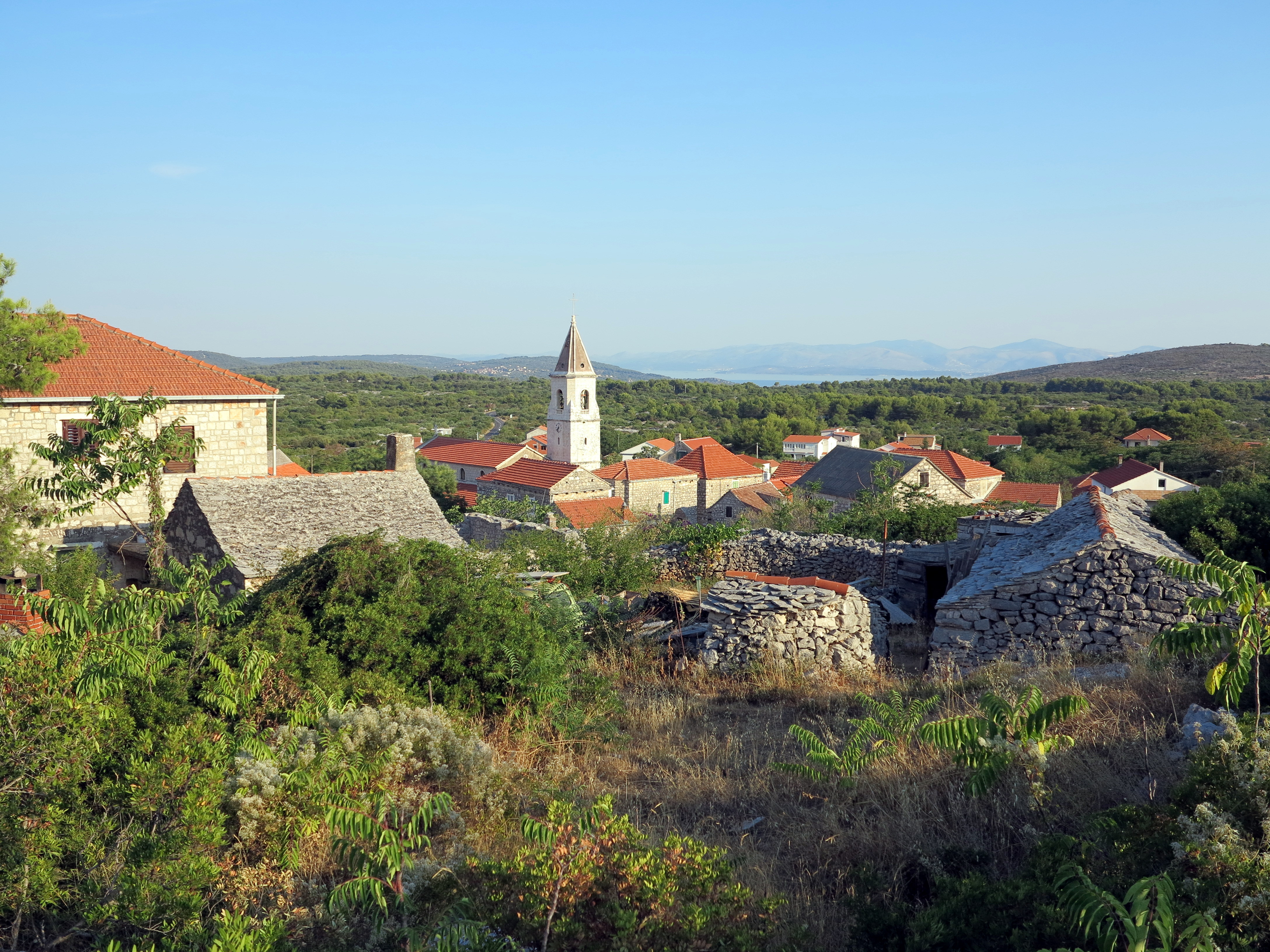
ゴルニェ・セロ村
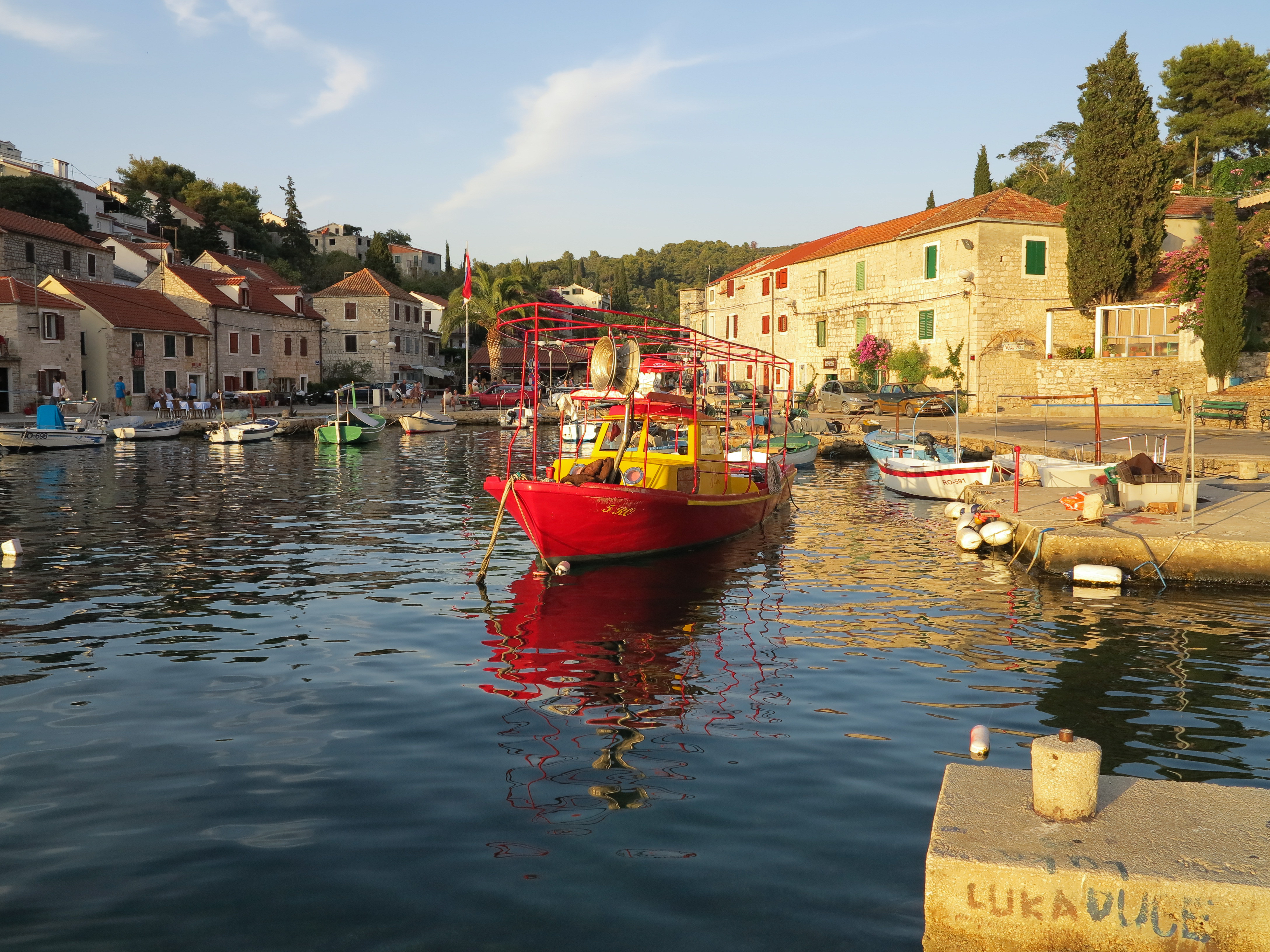
マスリニツァ港
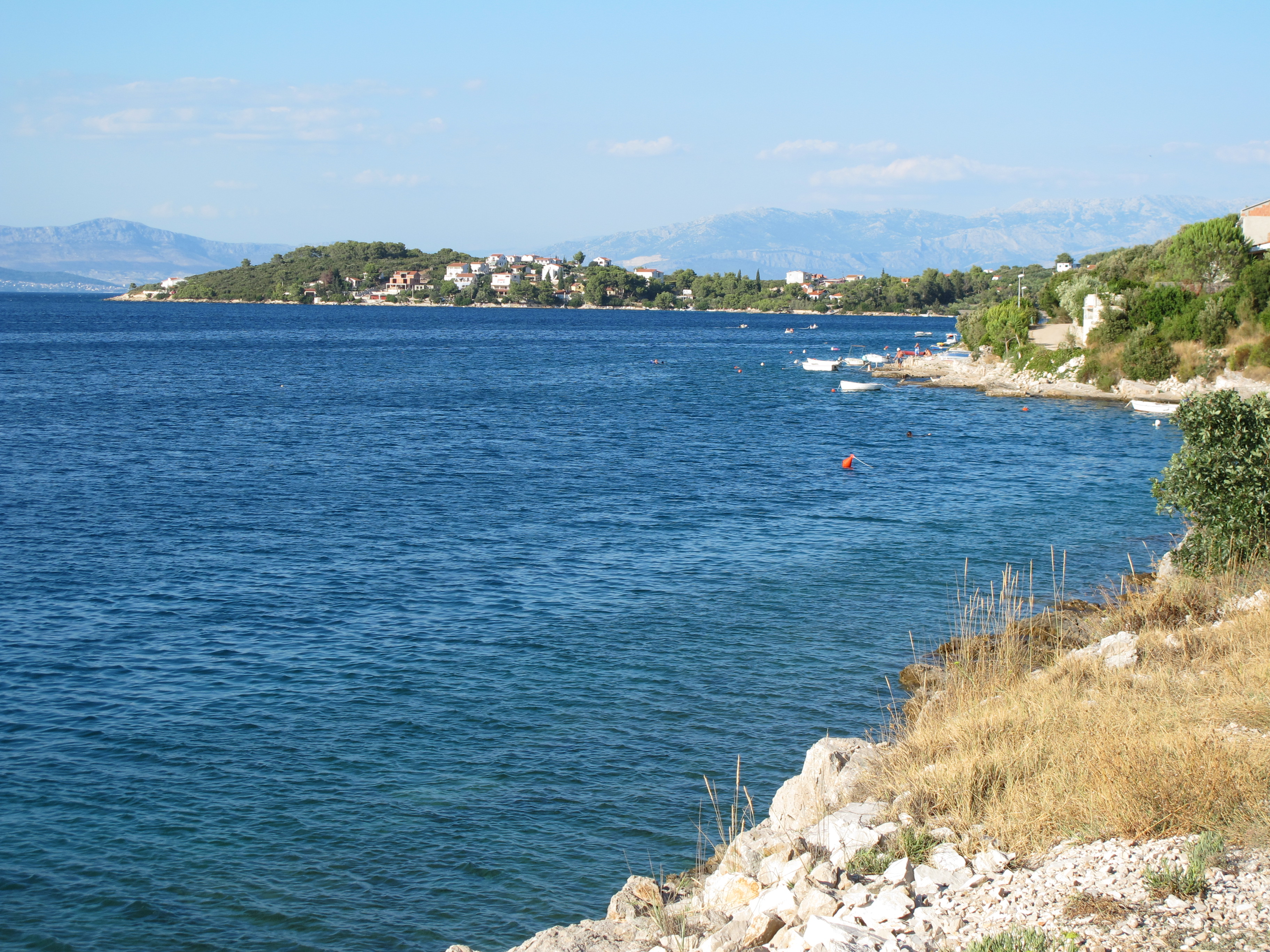
ネチュヤム村
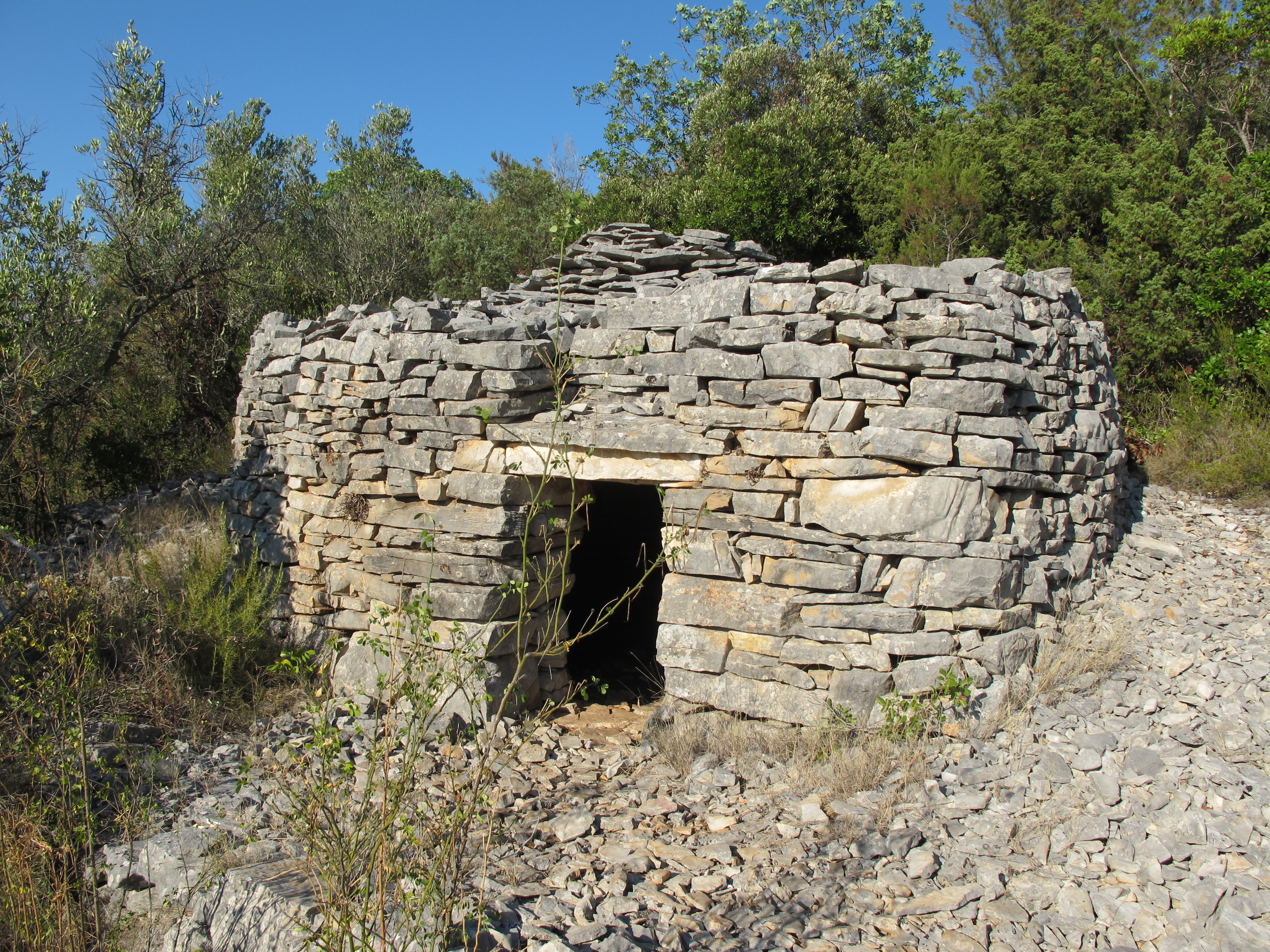
ネチュヤム村の石造小屋